# Miguel Olivo
Pour les articles homonymes, voir Olivo.
Miguel Eduardo Olivo Peña (né le 15 juillet 1978 à Villa Velasquez, République dominicaine) est un receveur de baseball évoluant pour les Toros de Tijuana en Ligue mexicaine de baseball. Il évolue dans les Ligues majeures de baseball de 2002 à 2014.

## Carrière
Miguel Olivo est reconnu être un frappeur indiscipliné, soutirant très peu de buts-sur-balles. En 2006 avec les Marlins de la Floride, il devient le premier joueur de l'histoire du baseball à être retiré plus de 100 fois sur des prises dans une saison où il obtient moins de 10 buts-sur-balles. Retiré 103 fois sur des prises cette année-là, il ne récolte que 9 buts-sur-balles, dont 4 sont intentionnels. 
Miguel Olivo connaît sa meilleure saison en carrière en offensive en 2009 alors qu'il amasse 65 points produits pour les Royals de Kansas City. Il est de plus le receveur de Zack Greinke, gagnant cette année-là du trophée Cy Young du meilleur lanceur de la Ligue américaine.
Le 4 janvier 2010, Olivo signe un contrat d'un an et une année d'option avec les Rockies du Colorado.
Le 4 novembre 2010, les Rockies du Colorado échangent Olivo aux Blue Jays de Toronto en retour de considérations futures. Immédiatement, les Jays refusent d'exercer l'option prévue au contrat d'Olivo et de racheter son contrat pour 500 000 dollars. Le receveur devient par conséquent agent libre. Pour compenser cette perte, Toronto reçoit un choix de repêchage, essentiellement acheté pour 500 000 dollars.
En janvier 2011, Olivo se joint officiellement à l'une de ses anciennes équipes, les Mariners de Seattle, avec qui il s'engage pour deux ans et sept millions de dollars. Il frappe 19 circuits et produit 62 points en 2011 pour Seattle malgré une faible moyenne au bâton de ,224 en 130 parties jouées. 
Après la saison 2012, Olivo est le meneur des Ligues majeures parmi les receveurs en activité avec 99 balles passées en carrière.
En 2013, il signe un contrat des ligues mineures avec les Reds de Cincinnati. Les Reds le libèrent le 27 mars, à quelques jours du début de leur saison. Il rejoint les Marlins de Miami le 29 mars. Il dispute 33 parties des Marlins durant la saison 2013.
Après 8 matchs joués pour les Dodgers de Los Angeles en 2014, Olivo est cédé aux Isotopes d'Albuquerque, dans les ligues mineures. Durant une altercation dans l'abri des joueurs, il mord l'oreille de son coéquipier Alex Guerrero, qui subit une chirurgie plastique pour la réparer. Olivo est libéré de son contrat par les Dodgers le 22 mai, immédiatement après l'incident. Olivo part ensuite pour le Mexique, où il joint les Toros de Tijuana de la Ligue mexicaine de baseball.
Le 29 janvier 2016, Olivo signe un contrat avec les Giants de San Francisco.